# Bécédi-Brignan
Bécédi-Brignan  est une localité située dans le sud de la Côte d'Ivoire, et appartenant au département d'Adzopé, dans la région de La Mé.
La localité de Bécédi-Brignan est un chef-lieu de commune. Le périmètre de la commune de Bécédi Brignan englobe dans ses limites les villages de Bécédi Anon, Bécédi Brignan, Mafa-Mafou, Mopé ainsi que les campements qui leur sont rattachés.